# Onthophagus duporti
Onthophagus duporti är en skalbaggsart som beskrevs av Antoine Boucomont 1914. Onthophagus duporti ingår i släktet Onthophagus och familjen bladhorningar. Inga underarter finns listade i Catalogue of Life.